# Fani Kolarova
Pour les articles homonymes, voir Kolarova.
Fani Kolarova, née le 29 mai 1975 à Sofia, est une actrice bulgare.

## Filmographie

### Cinéma
- 1998 : Ispanska muha : Boni
- 2002 : La Petite Lili
- 2004 : La Revanche : Natacha
- 2006 : Buntat na L. : Larisa
- 2006 : Ma vie en l'air : la voisine
- 2007 : Truands : la femme au manteau de fourrure
- 2008 : Taken: la fille de la rue
- 2008 : Sur ta joue ennemie : Mika
- 2009 : 8 fois debout : Olga
- 2009 : If Somebody Loves You : Nora
- 2010 : L'Immortel : Christelle Mattei
- 2011 : World War Z : la femme du général

### Télévision
- 2004 : Boulevard du Palais : Irina
- 2007 : Un flic (série télévisée) : Katia
- 2008 : Le monde est petit
- 2009 : Un singe sur le dos: Helena
- 2011 : I love Périgord de Charles Nemes